# Vrgorsko polje
Vrgorsko polje – polje w Chorwacji, położone na terenie Dalmacji.

## Opis
Jego wysokość waha się w przedziale 25–30 m n.p.m., a całkowita powierzchnia wynosi 30 km². Wymiary to 14,4 × 4 km. Na północnym wschodzie sąsiaduje z następującymi wapiennymi wzgórzami: Kos (356 m), Prolog (441 m), Zveč (462 m), Šubir (503 m) i Maljevica (231 m). Przez polje przepływa rzeka Matica, której wody przy wysokich poziomach dopływają do grupy jezior Baćinska jezera. W 1938 roku zbudowano sztolnię, co zakończyło istnienie jeziora okresowego. W latach 70. XX wieku na terenie polja wykonano prace melioracyjne, czym stworzono korzystniejsze warunki pod uprawę roślin i rozwój rolnictwa. Uprawia się tu owoce, zboża, winorośl, tytoń i warzywa.
Główne miejscowości tego obszaru to Vrgorac, Staševica, Otrić-Seoci, Dusina, Kobiljača, Umčani i Draževitići. Przez północny kraniec polja przebiega autostrada A1 z Zagrzebia do Ploče.